# Laspaúles
Laspaúles (Laspaúls en aragonés y Les Paüls en catalán ribagorzano) es un municipio y localidad de la comarca de la Ribagorza, provincia de Huesca, en la comunidad autónoma de Aragón, España. Se encuentra a 44 km de la Arén.

## Toponimia
El topónimo proviene del latín vulgar Padule, que quiere decir «zona pantanosa» o «humedales», más tarde se le añadió el artículo «las».

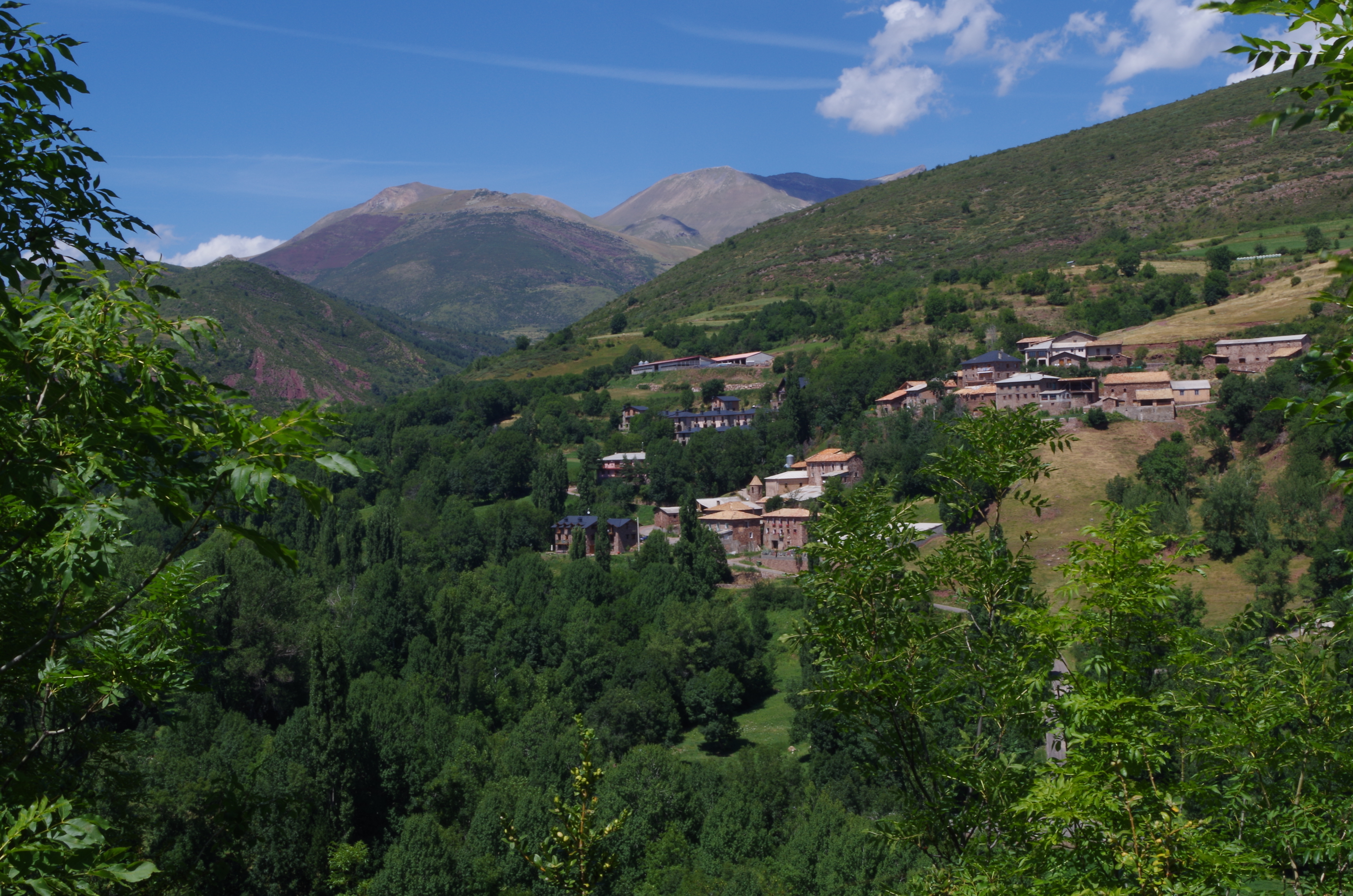
El núcleo de Suils fotografiado desde el camino de Laspaúles a Villarrue

## Geografía
Laspaúles se encuentra a 1.431 m s. n. m., junto al río Isábena. Es un lugar de paso de la GR-11.

### Núcleos
- Abella
- Alíns
- Ardanué
- Denuy
- Espés
- Espés Alto
- Llagunas
- Laspaúles
- Neril
- Suils
- Villaplana
- Villarrué

## Demografía
Laspaúles cuenta con una población de 251 habitantes (INE 2024).
| Gráfica de evolución demográfica de Laspaúles entre 1842 y 2021 |
| |
| Población de derecho según los censos de población del INE Población de hecho según los censos de población del INEEn este censo se denominaba Laspuales: 1842 En estos censos se denominaba Las-Paúles: 1857 y 1860 Entre el censo de 1970 y el anterior, crece el término del municipio porque incorpora a 22567 (Espes) y 22600 (Neril) |

## Monumentos

### Ermita de Santa Paula de Turbiné
Románica, siglo XII. De planta rectangular con un arco fajón y bóveda de medio cañón. El ábside es semicircular, se adorna con un friso de arcos ciegos, tiene una ventana central con doble derrame y se cierra con bóveda de cuarto de esfera. La portada se encuentra en el muro sur. La cubierta es de losa y la construcción de sillares irregulares.

### Ermita de San Roque
Siglo XVI. A la salida de la localidad en la carretera que lleva a Villarué.

### Puente
Es de origen medieval y el arco en estilo escarzano debió reconstruirse hacia finales del siglo XVIII y ha sido rehabilitado recientemente. Es conocido como Puente de Suils, pues está en el viejo camino hacia ese pueblo. Se accede desde la propia carretera nacional N-260 PK 369 por un camino adyacente al camping.

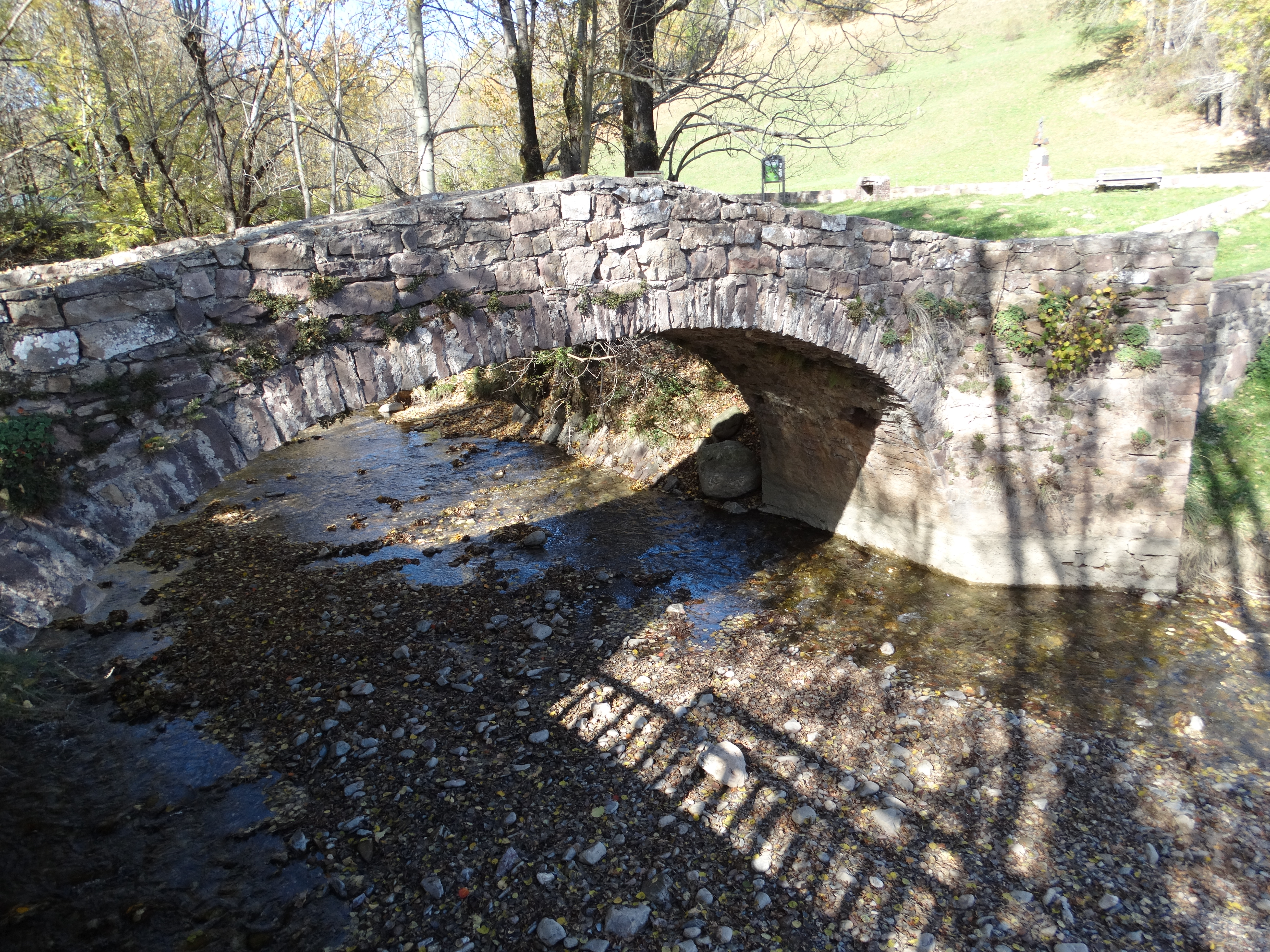
Puente de origen medieval sobre el río Isábena.
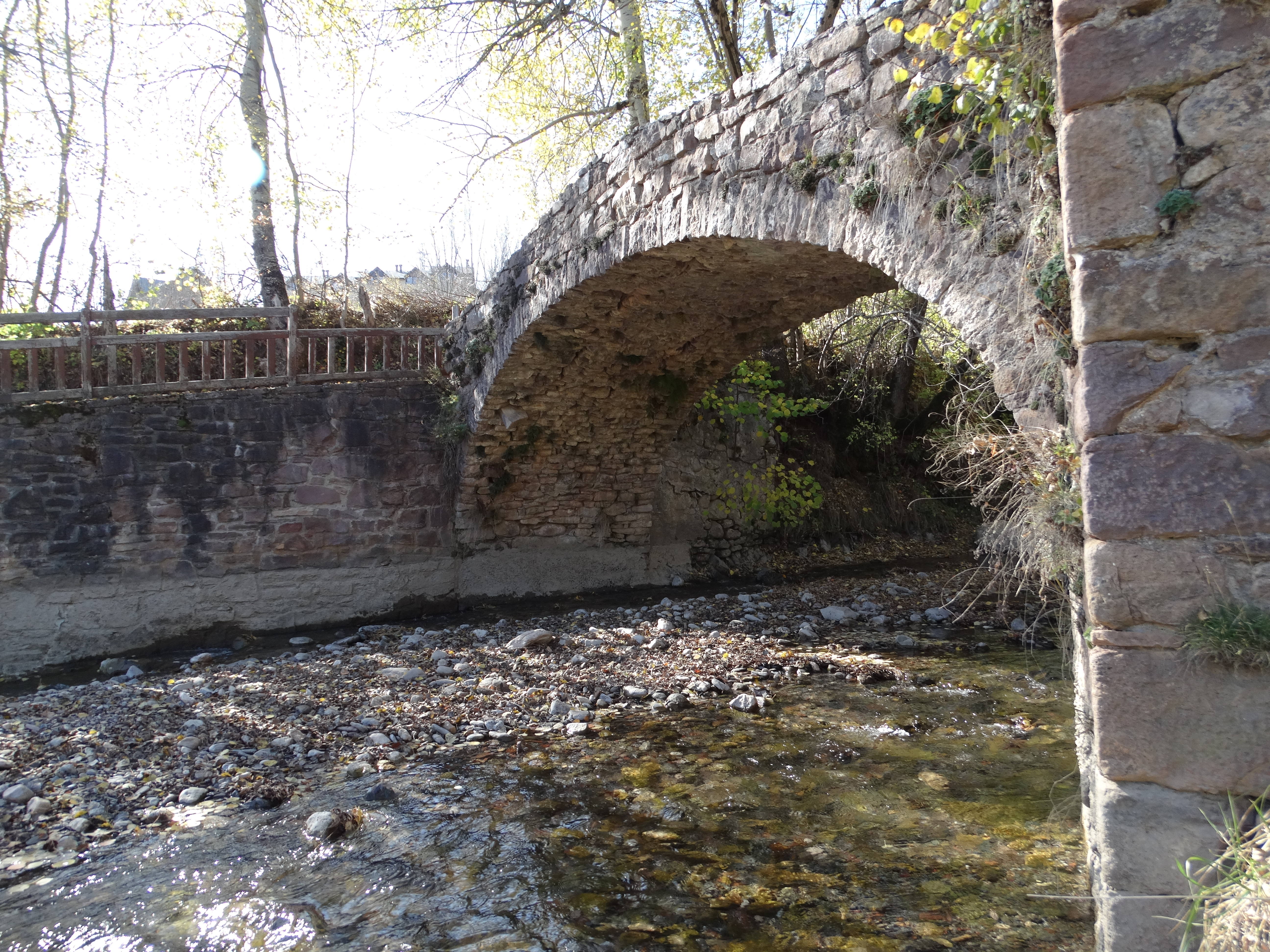
Puente de origen medieval sobre el río Isábena.

## Fiestas locales
- Último domingo de agosto.

## Administración y política
| Período   | Alcalde                  | Partido |  |
| --------- | ------------------------ | ------- |  |
| 1979-1983 | Sebastián Espot Cortinat | Ind.    |  |
| 1983-1987 |                          |         |  |
| 1987-1991 |                          |         |  |
| 1991-1995 |                          |         |  |
| 1995-1999 |                          |         |  |
| 1999-2003 |                          |         |  |
| 2003-2007 |                          |         |  |
| 2007-2011 | José Ignacio Espot Ruiz  | PP      |  |
| 2011-2015 | José Ignacio Espot Ruiz  | PP      |  |
| 2015-2019 | José Ignacio Espot Ruiz  | PP      |  |

| Partido político    | Partido político                                   | 2003   | 2007   | 2011   | 2015   |
| Partido político    | Partido político                                   | Ediles | Ediles | Ediles | Ediles |
|                     | Partido Popular de Aragón (PP)                     | 4      | 4      | 5      | 4      |
|                     | Partido de los Socialistas de Aragón (PSOE-Aragón) | 3      | 3      | 2      | 2      |
|                     | Partido Aragonés (PAR)                             | —      | —      | —      | 1      |
| Total de concejales | Total de concejales                                | 7      | 7      | 7      | 7      |